# Kreis Osterburg
De Kreis Osterburg was een kreis in de Duitse Democratische Republiek. De kreis bestond tussen 1952 en 1994 en maakte deel uit van de Bezirk Maagdenburg en aansluitend van de deelstaat Saksen-Anhalt na de Duitse hereniging. Kreisstadt was Osterburg.

## Geschiedenis
Op 25 juli 1952 vond er in de DDR een omvangrijke herindeling plaats, waarbij onder andere de deelstaten werden opgeheven en nieuwe Bezirke werden gevormd. De Landkreis Osterburg werd daarbij opgeheven en een aantal gemeenten werden onderdeel van de Kreise Seehausen en Kalbe (Milde). De rest van het gebied en delen van de Landkreis Stendal vormden samen de Kreis Osterburg, die onderdeel werd van de Bezirk Maagdenburg.
Op 2 juli 1965 werd de Kreis Seehausen weer opgeheven en bij de Kreis Osterburg gevoegd. De Kreis Kalbe (Milde) werd op 1 januari 1988 opgeheven en een deel van dit gebied werd onderdeel van Osterburg.
Op 17 mei 1990 werd de kreis in Landkreis Osterburg hernoemd. Bij de Duitse hereniging later dat jaar werd de landkreis onderdeel van de nieuw gevormde deelstaat Saksen-Anhalt. Vier jaar later, op 1 juli 1994, vond er een herindeling in Saksen-Anhalt plaats en werd de landkreis opgeheven. Een deel ging op in de Altmarkkreis Salzwedel, een ander deel in de Landkreis Stendal.